# Rivningen av country houses i 1900-talets Storbritannien

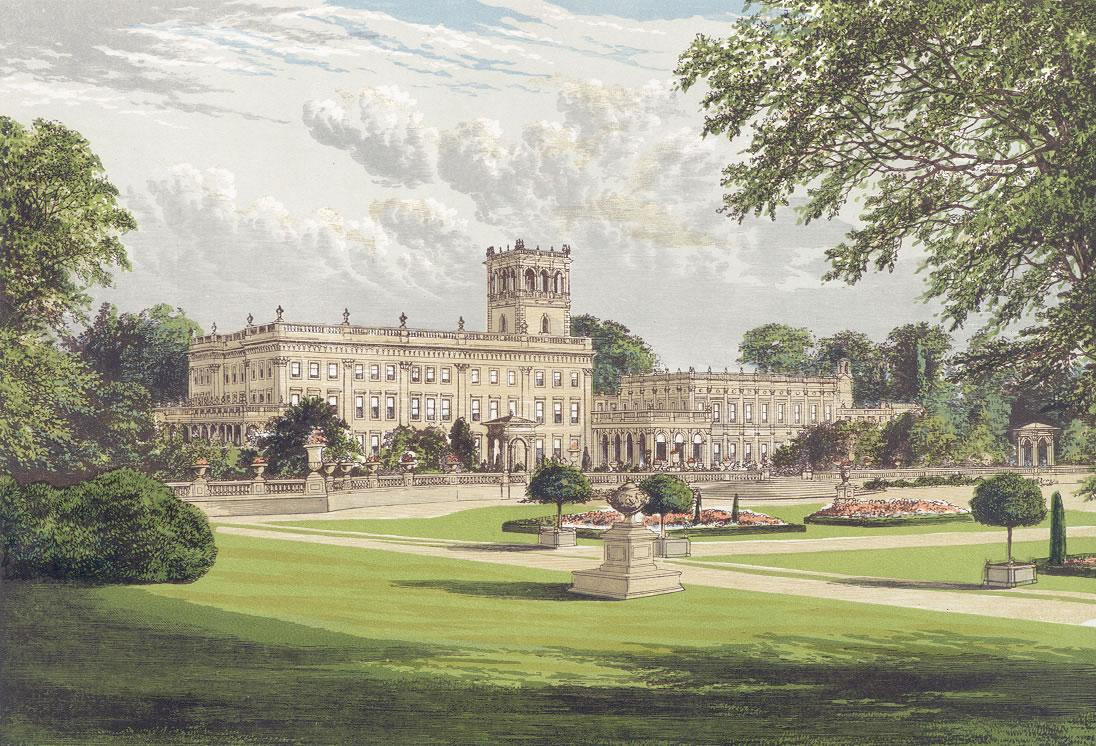
Trentham Hall revs 1912.

Rivningen av country houses i 1900-talets Storbritannien inträffade då sociala förändringar ledde till att många country houses revs. Rivningen har beskrivits som en kulturell tragedi.
Den 4 maj 1912 meddelade brittiska tidskriften Country Life att delar från taket på Trentham Hall kunde köpas för £200.
Ett av Storbritanniens större country house, Trentham Hall, revs med liten uppmärksamhet. Samma tidskrift hade publicerat artiklar om nya country houses, designade av arkitekter som Lutyens.
Den brittiska adeln hade rivit country houses sedan 1400-talet, då bekvämlighet ersatte försvar som behov. För många blev rivningarna och byggandet av nya country houses en livslång hobby, framför allt under 1700-talet, då det blev populärt med Grand Tour och att återvända hem med skatter från de klassiska civilisationerna. Under 1800-talet byggdes många country houses ut för att kunna husera fler hushållsanställda. Cirka 100 år senare hade storleken lett till att byggnaderna blivit mycket svårskötta.
Under tidigt 1900-tal hände dock något: antalet rivningar ökade, och byggandet av nya country houses hade mer eller mindre upphört. Rivningarna skedde inte bara i England, utan spridde sig runtom i Storbritannien. Vid seklets slut hade även flera "nya" country houses av Lutyens rivits. Anledningarna var flera: sociala, politiska och framför allt ekonomiska. Ute på den brittiska landsbygden spelade rivningarna en stor roll inom en social revolution. Fram till 1900-talet stod ett country house inte bara för arbetstillfällen, utan hjälpte också till med husrum och bistånd till den lokala skolan, kyrkan och en sjukstuga. Detta "stora hus" var "berggrunden" i det lantliga samhället.
Från år 1900 revs 1 200 country houses i England. I Skottland beräknades siffran vara proportionellt högre. Där revs 378 viktiga country houses, 200 av dem 1945. Bland de rivna byggnaderna fanns verk av Robert Adam, inklusive Balbardie House samt Hamilton Palace. Ett företag, Charles Brand of Dundee, rev minst 56 country houses i Scotland på 20 års tid mellan 1945 och 1965. I England har det uppskattats att vart sjätte country house revs under 1900-talet.
Antalet rivningar befann sig på en låg nivå fram till första världskriget, men hade ökat runt 1955 då ett hus revs var femte dag. Efter andra världskriget ökade känslan att den sociala utjämningen skulle bli permanent. 1944 förutspådde ägarna till Castle Howard att man inte såg någon framtid för Storbritanniens stora hus, och man hade börjat sälja delar delar av huset. Höjda skatter och minskad personal visade att den gamla tiden gick mot sitt slut. Rikedom och status hjälpte inte, då även de rikaste ägarna alltmer började göra sig av med de dyra husen. Det var inte längre bara de mindre husen som revs. Alfred Waterhouses gotiska Eaton Hall, ägd av ett av Storbritanniens rikaste par, revs 1963, och ersattes av en mindre, modern byggnad. 16 år tidigare hade hertigen av Bedford krympt Woburn Abbey till hälften av dess ursprungliga storlek, och rivit ner både fasader och interiör av såväl Henry Flitcroft som Henry Holland. Hertigen av Devonshire räddade Hardwick Hall genom att lösa in det till H.M. Treasury, men denna lösning accepterades sällan av statsmakterna. 1975 vägrade Labourregeringen att rädda Mentmore.
Under 1960-talet började historiker och allmänheten tala om den nationella förlusten i rivningarna. Processen tog dock tid, och först då man 1984 lyckades bevara Calke Abbey visade det sig att allmänheten ändrat sig. Under 2000-talet lyckades man bevara Tyntesfield 2002, och 2007 Dumfries House vars samling räddades, efter rättstvister och debatter. Rivning hade upphört vara ett realistiskt eller lagligt alternativ och historiska country houses börjat anses värda att bevara. Många country houses riskerar dock fortfarande rivning, då de inte skyddas av någon lagstiftning.

### Fotnoter
1. ↑  Clay, p. 56.
2. ↑  "Lost houses" har använts i titeln i många artiklar och böcker om ämnet.
3. 1 2  Worsley, Giles (15 juni 2002). ”Country houses: the lost legacy”. The Telegraph. Telegraph Media Group Limited. http://www.telegraph.co.uk/culture/art/3578853/Country-houses-the-lost-legacy.html. Läst 9 december 2010.
4. ↑  Country Life. 4 May 1912. Supplement p. iii. Advertisement for the urns and balustrade of Trentham Hall.
5. ↑  Country Life. 9 September 1911. p. 377; Country Life. 17 februari 1912. p. 244; Country Life. 23 March 1912. p. 430; och Country Life. 11 maj 1912. p. 686 gav detaljerad information om nya stora country houses av bland andra Norman Shaw och Edwin Lutyens.
6. ↑  Girouard, Mark (1994) [1979]. Life in the English county house. Yale University Press. sid. 2. ISBN 978-0-300-05870-3
7. ↑  Worsley, p. 7.
8. ↑  Binney.
9. ↑  Gow.
10. ↑  RCAHMS.
11. ↑  ”Past Exhibitions: SAVE Britain’s Heritage 1975–2005: 30 Years of Campaigning”. V&A. Victoria and Albert Museum. 3 november 2005 – 12 februari 2006. Arkiverad från originalet den 25 augusti 2006. https://web.archive.org/web/20060825134010/http://www.vam.ac.uk/collections/architecture/past/save/index.html. Läst 10 december 2010.
12. ↑  Worsley, p. 95.
13. ↑  Mulvagh, p. 321.
14. ↑  Deborah, Duchess of Devonshire, p. 60.
15. ↑  Binney, Marcus; Robinson, John; Allan, William (1977). SAVE Mentmore for the Nation. London: SAVE Britain's Heritage. sid. 13.